# Liste der denkmalgeschützten Objekte in Winklarn (Niederösterreich)
Die Liste der denkmalgeschützten Objekte in Winklarn enthält die 4 denkmalgeschützten, unbeweglichen Objekte der Gemeinde Winklarn im niederösterreichischen Bezirk Amstetten.

## Denkmäler
| Foto |                 | Denkmal                                                         | Standort                             | Beschreibung | Metadaten |
| ---- | --------------- | --------------------------------------------------------------- | ------------------------------------ | --- | --- |
| ja   | Datei hochladen | Fundzone Schaffenfeld HERIS-ID: 31552 Objekt-ID: 28525          | Schaffenfeld Standort KG: Haag Dorf  | Anmerkung: Großes landwirtschaftlich genutztes Grundstück. | BDA-Hist.: Q37942979 Status: Bescheid Stand der BDA-Liste: 2025-06-30 Name: Fundzone Schaffenfeld GstNr.: 140, 150, 151, 152/1, 152/2, 153, 154, 156/1, 156/2, 158, 159/4 |
| ja   | Datei hochladen | Römische Villa Greinsfurth HERIS-ID: 31553 Objekt-ID: 28526     | Greinsfurth Standort KG: Winklarn    | Bei Bauarbeiten der EVN stieß man im Sommer 1994 auf Gebäudereste, die als Gutshof (Villa rustica) aus der Römerzeit interpretiert werden. Die Anlage wurde vermutlich zur Zeit der Völkerwanderung geplündert und zerstört. Anmerkung: Großes landwirtschaftlich genutztes Grundstück. | BDA-Hist.: Q37942990 Status: Bescheid Stand der BDA-Liste: 2025-06-30 Name: Römische Villa Greinsfurth GstNr.: 588/2, 588/3, 596, 597, 600, 601/1, 606, 608/1, 1886/10    |
| ja   | Datei hochladen | Pfarrhof HERIS-ID: 31549 Objekt-ID: 28522                       | Hauptstraße 14 Standort KG: Winklarn | Der eingeschoßige Bau mit Schopfwalmdach und seitlich vorgestelltem Erker wurde urkundlich 1190 erstmals erwähnt, 1716 erfolgten Zu- und Umbauten. Das Gebäude diente als Pilgerherberge.                                                                                               | BDA-Hist.: Q37942964 Status: § 2a Stand der BDA-Liste: 2025-06-30 Name: Pfarrhof GstNr.: 2 Pfarrhof Winklarn                                                              |
| ja   | Datei hochladen | Kath. Pfarrkirche hl. Ruprecht HERIS-ID: 31548 Objekt-ID: 28521 | Standort KG: Winklarn                | Eine ehemalige Hospizkirche mit einem romanischen Kern. | BDA-Hist.: Q37942954 Status: § 2a Stand der BDA-Liste: 2025-06-30 Name: Kath. Pfarrkirche hl. Ruprecht GstNr.: 1890 Pfarrkirche Winklarn                                  |

## Ehemalige Denkmäler
| Foto |                 | Denkmal                     | Standort                       | Beschreibung                               | Metadaten |
| ---- | --------------- | --------------------------- | ------------------------------ | ------------------------------------------ | --- |
| ja   | Datei hochladen | Hügelgrab Arthofen bis 2011 | Arthofen Standort KG: Winklarn | Anmerkung: Großflächiges Wiesengrundstück. | BDA-Hist.: Q125358664 Status: Bescheid Stand der BDA-Liste: 2011-05-30 Name: Hügelgrab Arthofen GstNr.: 95, 106 |